# Melanèsia
La Melanèsia (mot provinent del grec, μέλας 'negre' i νῆσος 'illa') és una regió que s'estén des del Pacífic occidental fins al mar d'Arafura, al nord i al nord-est d'Austràlia. El terme fou usat per primer cop per Jules Dumont d'Urville el 1832 per a anomenar un agrupament ètnic i geogràfic d'illes diferent als de la Polinèsia i la Micronèsia. Actualment, la classificació ètnica de D'Urville es considera poc acurada, ja que no defineix prou bé la diversitat cultural, lingüística i genètica de la Melanèsia i, avui dia, s'utilitza simplement com a denominació geogràfica. A més a més, les nacions de Fiji, Papua Nova Guinea, Salomó, Vanuatu i Nova Caledònia (que legalment és una dependència francesa) usen aquest terme per a descriure's a si mateixes, ja que reflecteix la seva història colonial compartida i una situació nacional comuna.

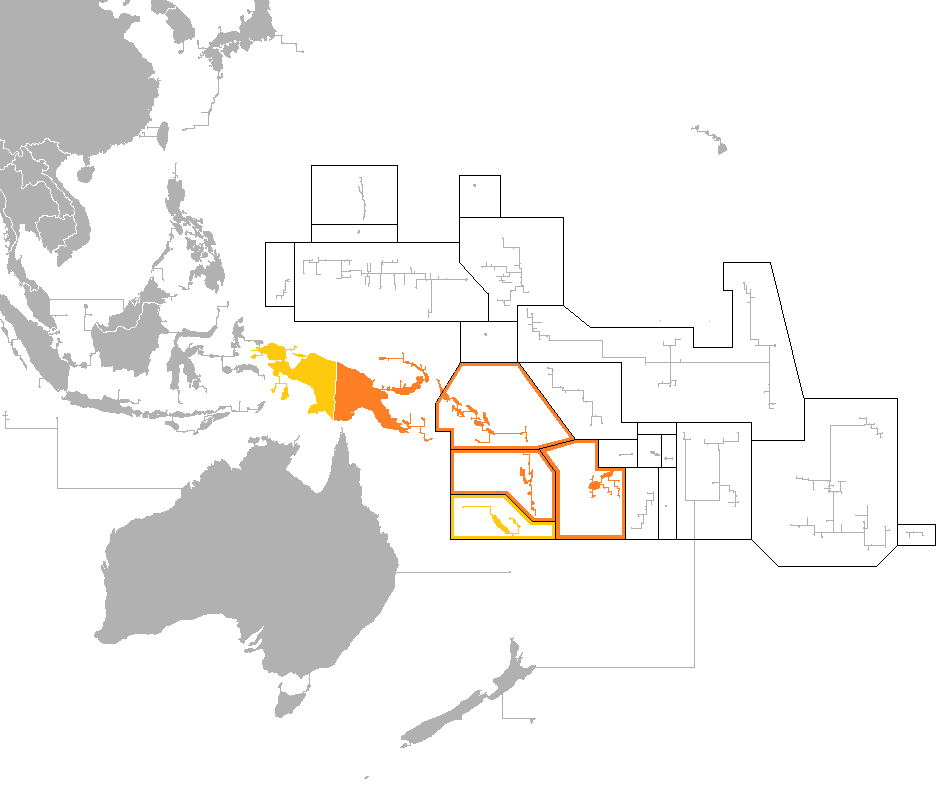
Països sobirans
Territoris dependents

## Ètnies
Diversos estudis genètics dels pobles del Pacífic en combinació amb antigues restes arqueològiques han aclarit bastant la confusió primerenca. La població melanèsia té un marcador del cromosoma Y, l'H17, que no es troba en els polinesis. La ceràmica lapita és originàriament melanèsia, des d'on es va estendre cap a les altres illes. Els melanesis són el poble més antic del Pacífic, i precedeixen els altres pobles unes quantes desenes de milers d'anys. La població melanèsia, igual que els aborígens australians, amb qui els melanesis papús comparteixen un avantpassat comú, hi va arribar cap als anys 40000 a 50000 aC.
L'estatus social, generalment, es basa en les habilitats de cadascú i els béns que posseeix, mentre que els polinesis fan servir l'herència per a determinar aquest estatus.
La cultura melanèsia és més sofisticada que la de les illes veïnes. És una mostra de multilingüisme extrem, amb llengües parlades per grups ètnics de vegades molt reduïts: l'illa de Nova Guinea sola agrupa al voltant de 750 llengües papús i les altres llengües austronèsies es reparteixen en multitud d'illes. Aquesta diversitat lingüística ha donat lloc a l'aparició de molts pidgins en les zones urbanes on calia tenir una llengua de comunicació comuna. Deriven majoritàriament del Kanaka Pidgin English parlat a l'estat australià de Queensland, en les plantacions treballaven els illencs de Vanuatu, les illes Salomó i en menor mesura de Nova Guinea al segle xix i principis del XX. El multilingüisme de les ciutats i l'alt percentatge de matrimonis entre persones de grups ètnics diferents han permès que aquests pidgins s'estabilitzessin i que alguns passessin recentment a ser reconeguts com a llengües criolles. A Vanuatu, el bislama té estatus de llengua oficial juntament amb l'anglès i el francès. A Papua Nova-Guinea, el  tok pisin  és llengua oficial juntament amb l'anglès i un altre pidgin, el  hiri motu . A les illes Salomó, el pidgin és la llengua franca del país però no té cap estatut oficial. Aquestes llengües són mútuament intel·ligibles malgrat les diferències lexicals i sintàctiques.

### Religions tradicionals
Les creences religioses dels melanesis tenen en comú els següents trets:
- No pareix que hi haja un culte a un déu suprem
- Dos classes de divinitats:
  - Esperits: superiors als humans; destaca mana, que equival al polinesi tabú.
  - Ànimes: dels difunts; rebien culte amb sacrificis per a afavorir-se.
- Creença en la projecció astral mentre es dorm o en estat d'èxtasi

## Geografia
El territori emergit ocupa uns 525.000 metres quadrats i està rodejat d'esculls i atols coral·lins.
El clima és tropical.
Grups d'illes que tradicionalment són considerades part de Melanèsia:
- Fiji
- Nova Caledònia
- Nova Guinea
- Salomó
- l'arxipèlag de Bismarck
- Vanuatu, d'origen volcànic, forma part del cinturó de foc del Pacífic[1]
- les Moluques
- les illes de l'estret de Torres
- Sakinó, d'origen volcànic, forma part del cinturó de foc del Pacífic[1]

Illes d'origen mixt que no es consideren melanèsies:
- Nauru
- illa de Timor
- Tonga
- les Moluques Septentrionals
- Flores
- Sumba